# Megajay

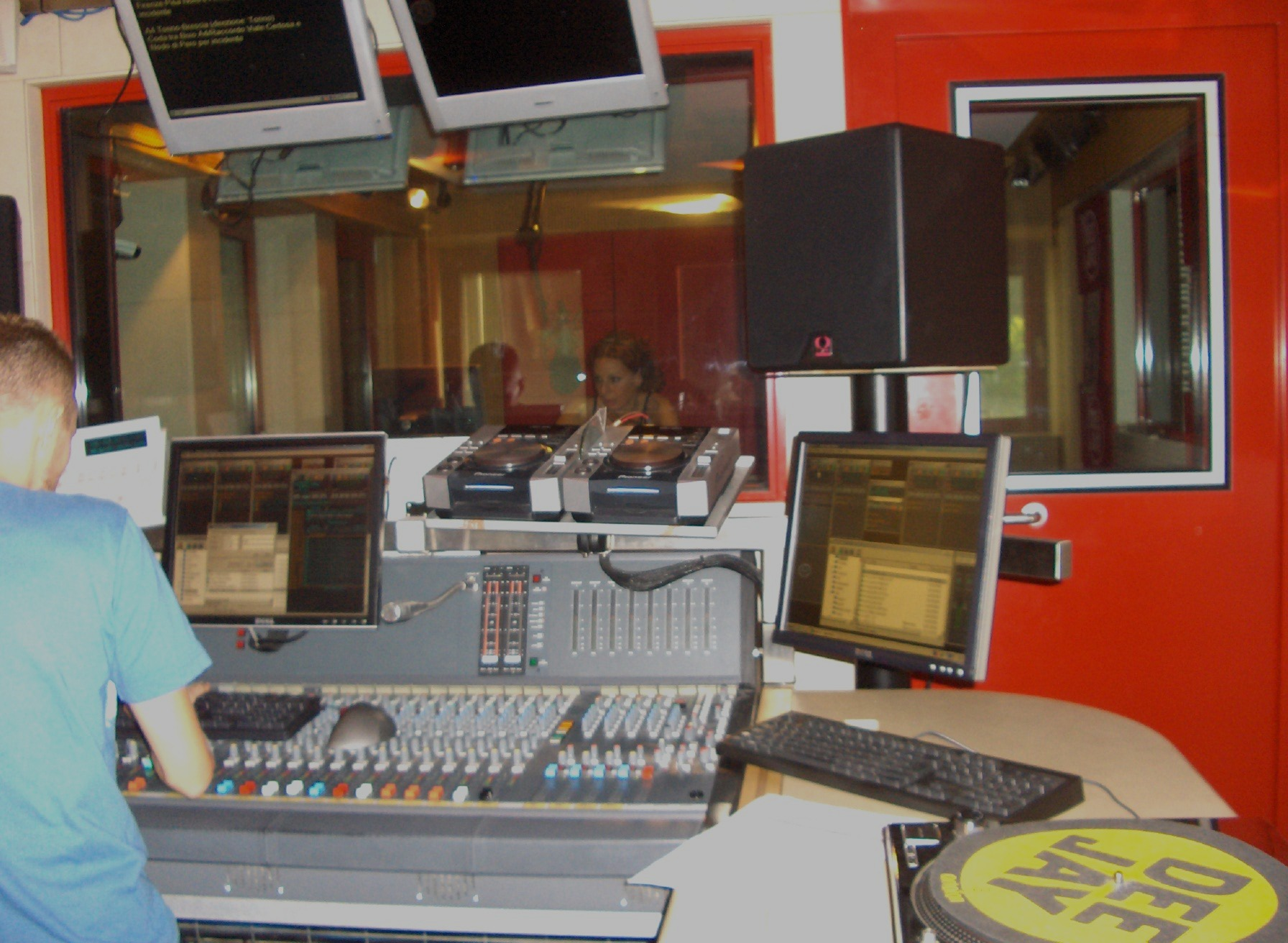
Studio Rosso - Megajay - Diretta

Megajay è stata una trasmissione radiofonica in onda su Radio Deejay in varie fasce orarie del weekend, ed eccezionalmente infrasettimanale per brevi periodi vacanzieri, dal gennaio 2001 al luglio 2023.

## Il programma
Il programma è modellato sotto forma di magazine, difatti il nome Megajay deriva dall'unione di "Magazine" e "deejay" come denota lo slogan del programma "Megajay: il Magazine di Radio Deejay".
Inizialmente condotto da Ilario e Claudia Cassani, dal 2004 al 2012 la trasmissione è stata affidata a Laura Antonini ogni sabato e domenica dalle 7 alle 9. Per un breve periodo è stata condotta anche da Oriana Fiumicino, mentre dal settembre 2012 al marzo 2013 i conduttori sono stati Frank e Sarah Jane.
La trasmissione è tornata in onda agli stessi orari delle precedenti stagioni il 7 settembre 2013, condotta nuovamente da Laura Antonini affiancata da Rudy Zerbi.
Dal settembre 2015, la trasmissione subisce un ulteriore cambiamento e viene posticipata al tardo pomeriggio del weekend, dalle 17 alle 20, con la conduzione della sola Laura Antonini, successivamente nella stagione 2016-2017, il programma viene spostato al mattino tra le 7 e le 10, sempre con la conduzione della speaker romana, in solitaria.
In seguito all'apertura del nuovo programma Colazione da Deejay, che vede impegnata Laura Antonini con Rudy Zerbi dal secondo weekend di settembre 2017, il programma viene spostato nuovamente al pomeriggio nella fascia 17-19 con una nuova coppia composta da Chicco Giuliani e Sarah Jane, che torna dopo 4 anni alla guida del programma.
Il 30 luglio Sarah Jane Ranieri annuncia il suo addio da Radio Deejay.
Nella stagione 2019-2020 il programma viene dapprima sospeso, venendo sostituito dal nuovo programma  Il Boss del Weekend condotto da Daniele Bossari e Federica Cacciola. Il programma torna in onda a partire dal 4 gennaio 2020 dalle 16 alle 19 con la conduzione in solitaria di Gianluca Gazzoli.
Dal gennaio 2023 la conduttrice è nuovamente Claudia Cassani, in onda dalle 20 alle 22 della domenica sera, affiancata a rotazione da diversi speaker della radio. La trasmissione si è conclusa definitivamente nel mese di luglio successivo.

## Rubriche affrontate nel corso degli anni
Nel corso delle diverse stagioni il programma ha mutato la sua formula. Agli inizi degli anni 2010, era composto da diverse rubriche:
- Prima pagina - lettura delle prime pagine dei giornali (nella versione mattutina)
- Meteo - con la collaborazione di Enrico il bagnino
- Libri - con la collaborazione di Mario De Santis
- Supersalute - con la collaborazione del dott. Fabrizio Duranti
- Musica - con la collaborazione di Andrea Prevignano
- Cinema - con la collaborazione di Catia Donini
- TV